# Štanjel

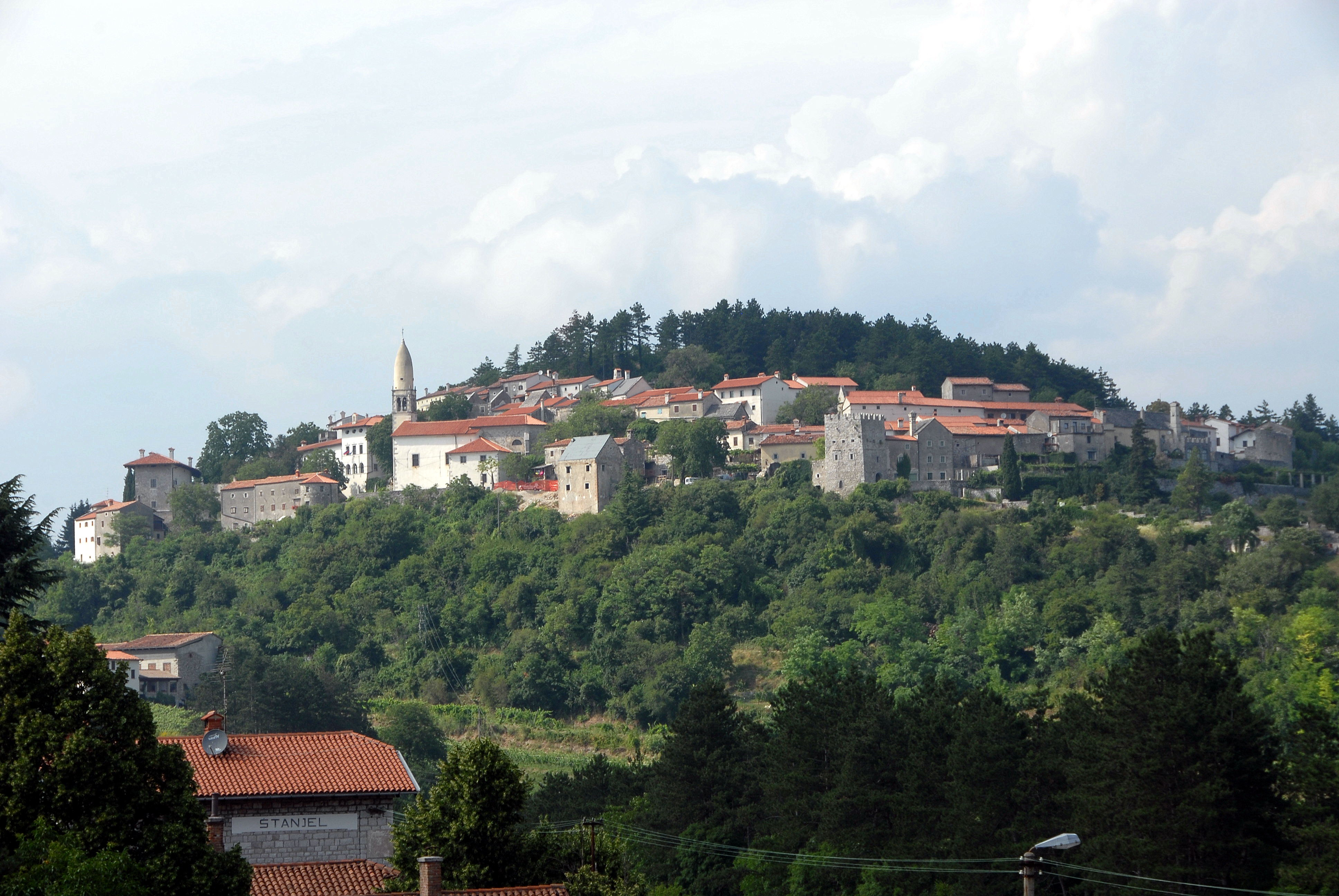
Blick auf Štanjel

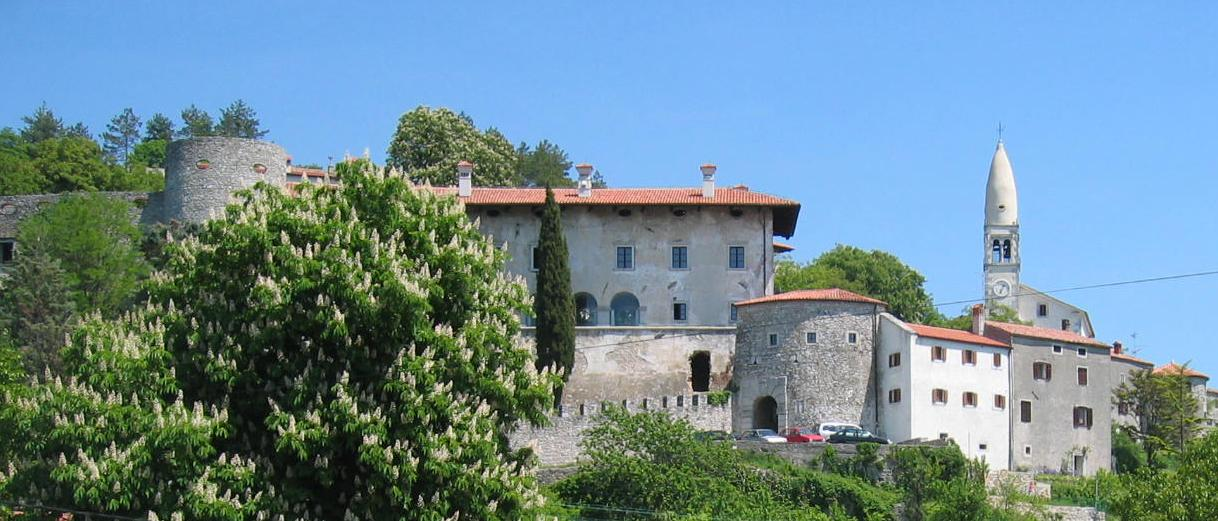
Burg und Kirche von Štanjel

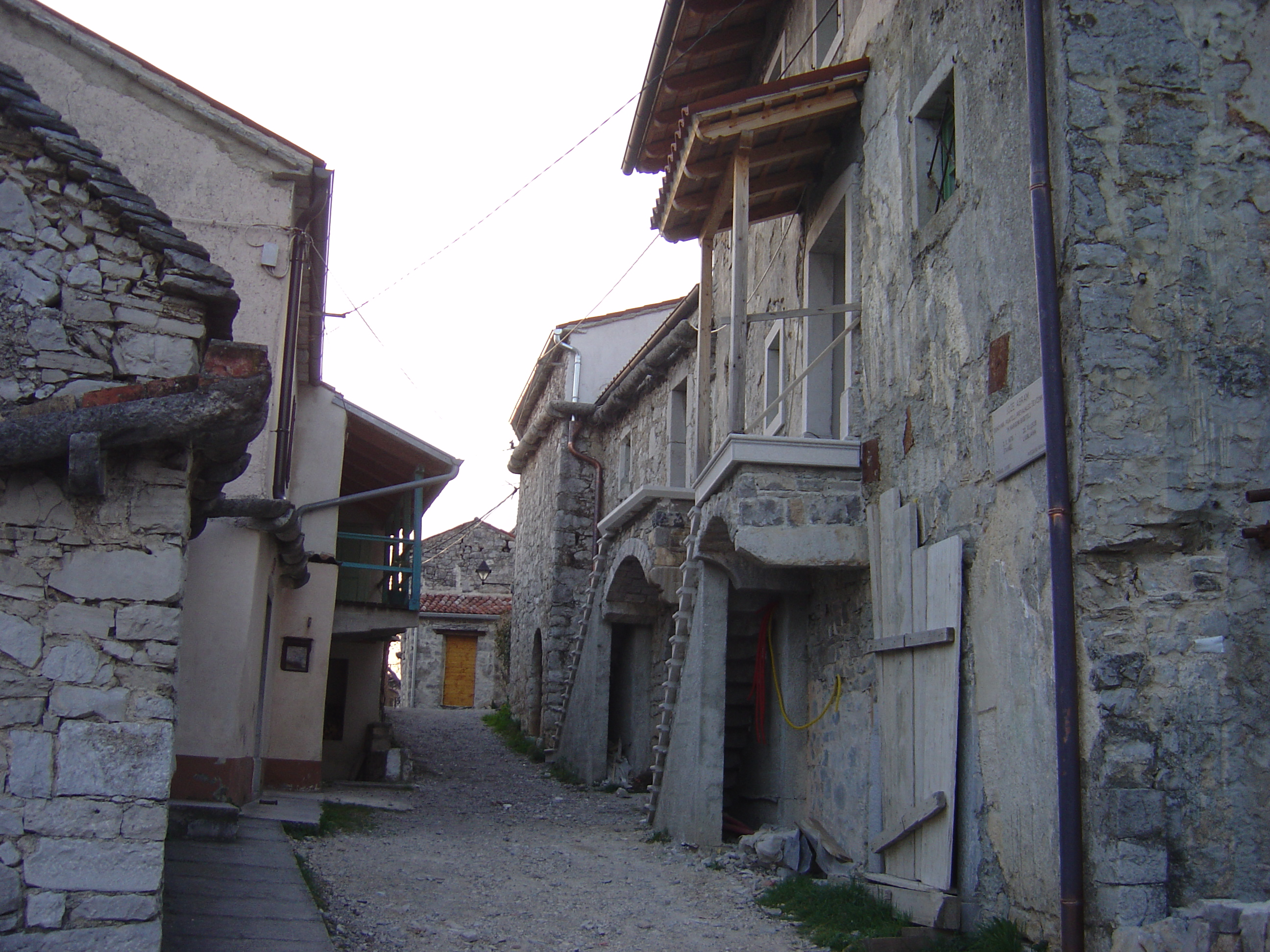
Straße in Štanjel

Štanjel (italienisch San Daniele del Carso, deutsch St. Daniel im Karst) ist eine Ortschaft in der Gemeinde Komen im Westen von Slowenien.

## Geschichte
Archäologische Ausgrabungen bestätigen, dass die frühen Besiedlungen in der heutigen Ortslage Štanjel bis in die Hallstattzeit zurückreichen. In dieser Zeit wurde auf dem Hügel Thurn eine Festung (castelliere) errichtet, die später von den Römern eingenommen und erweitert wurde. Die Burg gestattete die Kontrolle der Passage vom Karst ins Wippachtal.
Im Mittelalter wurde die Festung zu einem wichtigen Handelsposten. Auf den umliegenden Terrassen erstreckte sich eine Siedlung, die zum ersten Mal 1402 im Görzer Urbar erwähnt wurde. Die Ortschaft unterstand den Grafen von Görz, die im 15. Jahrhundert eine Wehrmauer zum Schutz vor den Osmanen bauen ließen.
Nach dem Tod des letzten Görzer Grafen, Leonhard von Görz (1440–1500), ging Štanjel in den Besitz der Habsburger über und verlor zunehmend seine Bedeutung als wichtiger Handelsposten. 1508 wurde die Siedlung für kurze Zeit von der Republik Venedig eingenommen.
Vom 16. bis zum 19. Jahrhundert residierten die Grafen Cobenzl in Štanjel, deren Familienmitglieder zu den diplomatischen Vertretern der Habsburger zählten. Die Adelsfamilie baute das Schloss von Štanjel zu einer ihrer Residenzen um und nutzte die Kirche des Ortes als Familiengrabstätte.
1906 wurde Štanjel eisenbahnmäßig durch den Bau der Karst-Bahn, welche den letzten Teil der Transalpina darstellt, erschlossen. Der Bahnhof Štanjels liegt auf dem Karst-Plateau.
Im Ersten Weltkrieg wurde die Ortschaft durch die österreichisch-ungarische Armee besetzt.
In der Zwischenkriegszeit wurde das Ortsbild durch Bauwerke des Architekten Max Fabiani geprägt, der zwischen 1935 und 1945 auch Bürgermeister der Ortschaft war.
Während des Zweiten Weltkriegs wurde das Schloss und einige anliegende Häuser von jugoslawischen Partisanen niedergebrannt. Der Wiederaufbau des Schlosses begann erst in den 1960er Jahren und ist bis heute nicht abgeschlossen.

## Ferrarigarten
Der Ferrarigarten ist eines von vielen Werken, die der Architekt Max Fabiani in Štanjel hinterlassen hat. Er entstand als Vollendung der „Villa Ferrari“, einer aus dem Mittelalter stammenden Häuserzeile, die Fabiani nach dem Ersten Weltkrieg für den Triester Arzt Enrico Ferrari und seine Familie renoviert hatte.
Die Parkanlage entstand nach und nach, wahrscheinlich zwischen 1925 und 1935. Damals erhielt das öde und steile Gelände unterhalb der Villa seine heutige Gestalt. Beim Konzipieren des Gartens, der sich ideal an die Lage und Form des Geländes anpasst, verwendete der Architekt sowohl traditionelle, für die Karstlandschaft typische Ansätze (Terrasse, Stützmauern aus Stein, Treppen, Pergolen), als auch Elemente, die mit dem Karst eigentlich nichts gemeinsam haben, die aber die Ideale der damaligen Zeit widerspiegeln. So entstand ein Aussichtspavillon, ein ovales Wasserbecken mit zwei Inselchen und einem „venezianischen“ Brückchen, einer künstlichen Grotte mit einer „Botticelli“-Muschel und Wasserfontänen. Für die damalige Zeit innovativ war auch die Materialauswahl. Ein Großteil der gebauten Strukturen besteht aus Beton, einem Material, das sich nach dem Ersten Weltkrieg erst zögerlich durchzusetzen begann.
Das wahre Phänomen von Fabianis Werk ist hingegen weniger offensichtlich. Man kann es erst verstehen, wenn man an das ewige Problem der Karstlandschaft denkt: an den steten Wassermangel. Fabiani legte in Štanjel ein Wasserleitungssystem an, bei dem die traditionelle Art des Regenwassersammelns mit Hilfe eines komplexen Systems von Zisternen, Wasserleitungen, Abfluss- bzw. Bewässerungskanälen ausgebaut wurde. Dieses System versorgte die Villa und den Park schon zu Beginn des letzten Jahrhunderts mit eigenem fließendem Wasser und zwar nicht nur zur Befriedigung der Grundbedürfnisse, sondern auch zum Zwecke der Unterhaltung und Zierde. Die Dekadenz des Wasserbeckens mit seinen Wasserfontänen inmitten der durstigen Karstlandschaft besteht aber nur dem Anschein nach. Das Wasserbecken diente vor allem als Wasserspeicher, mit dem man den Garten und die Felder in der Doline unterhalb des Parks bewässerte. Im Winter brach man auf der Wasseroberfläche Eis und sammelte es in der „Eisgrotte“ unterhalb des Aussichtspavillons. Ähnliche Verflechtungen von Form und Funktion führte Fabiani, Architekt und Erfinder, im Ferrarigarten meisterhaft aus und dies, obwohl der Plan für die komplette Gestaltung höchstwahrscheinlich nur in seinem Kopf und nie auf dem Papier existierte.
Der Ferrarigarten wurde wegen seiner kulturellen, landschaftlichen, künstlerisch-architektonischen, geschichtlichen und anderen außerordentlichen Eigenschaften 1999 zum Kulturdenkmal von nationaler Bedeutung erklärt.

## Persönlichkeiten
- Johann Cobenzl (* um 1530 in Štanjel; † 1594 in Regensburg), habsburgischer Diplomat, Landeshauptmann der Krain und Landcomtur des Deutschen Ordens
- Kaspar Andreas von Jacomini (1726–1805), habsburgischer wohltätiger Unternehmer und Spekulant